# William Few
William Few, född 8 juni 1748, död 16 juli 1828, var en amerikansk politiker och en av USA:s grundlagsfäder. Han representerade delstaten Georgia i USA:s senat 1789-1793.
Few studerade juridik och inledde 1776 sin karriär som advokat i Augusta, Georgia. Han var ledamot av kontinentala kongressen 1780-1782 och 1786-1788. Han en av Georgias fyra delegater till konstitutionskonventet i Philadelphia och en av de två grundlagsfäder från Georgia som undertecknade USA:s konstitution.
Few och James Gunn valdes till de två första senatorerna för Georgia. Few var motståndare till George Washingtons regering och representerade Georgia i den första och i den andra kongressen. Han efterträddes 1793 som senator av James Jackson. Few var senare verksam som bankdirektör i New York.